# Special Olympics World Winter Games 2005
Die 8. Special Olympics World Winter Games fanden vom 26. Februar bis 5. März 2005 in Nagano, Japan statt. Dies waren die ersten Special Olympics World Winter Games in Asien. Nagano war die erste Stadt, in der Olympische Spiele, Paralympics und Special Olympic World Games zu Gast waren.

## Bewerbung
Im Juli 2000 fragte Special Olympics International bei Special Olympics Japan (Special Olympics Nippon, SON) an, ob Interesse an einer Bewerbung für die Ausrichtung der Special Olympics World Winter Games 2005 bestünde. Special Olympics Japan griff den Vorschlag unter anderem mit dem Ziel auf, den geringen Bekanntheitsgrad der Special-Olympics-Bewegung in Japan zu erhöhen. Am 28. Juni 2003 wurden die Verträge für die Abhaltung der Spiele in Nagano unterzeichnet.

## Sportarten und Wettkampfstätten
Bei der Veranstaltung waren sieben Sportarten vertreten:
- Eiskunstlauf: Big Hat
- Hallenhockey: White Ring
- Ski Alpin: Yamanouchi
- Skilanglauf: Snow Harp in Hakuba
- Eisschnelllauf: M-Wave
- Schneeschuhlaufen: Nozawa Onsen
- Snowboard: Iizuna

Viele der sieben Wettkampfstätten waren zuvor für die Olympischen Winterspiele 1998 benutzt worden.

## Teilnehmer
2.700 Athleten und 800 Coaches aus 86 Ländern waren eingeladen. Nach Angaben von Special Olympics nahmen 1.829 Athleten, 746 Trainer, 1.064 Familienmitglieder und 9.935 Freiwillige teil. Sie kamen aus 84 Staaten.
Zu den teilnehmenden Staaten gehörten:
| Europa (42 Nationen) | Europa (42 Nationen) | Europa (42 Nationen) |
| --- | --- | --- |
| - Andorra - Belgien - Bulgarien - Bosnien und Herzegowina - Belarus - Deutschland - Dänemark - Estland - Finnland - Frankreich - Gibraltar - Griechenland - Kroatien - Irland | - Island - Isle of Man - Italien - Lettland - Liechtenstein - Litauen - Luxemburg - Nordmazedonien - Montenegro - Niederlande - Norwegen - Österreich - Polen - Rumänien | - Russland - San Marino - Schweden - Schweiz - Serbien - Slowakei - Slowenien - Spanien - Tschechien - Türkei - Ukraine - Ungarn - Vereinigtes Königreich - Zypern |
| Amerika (15 Nationen) | | |
| - Argentinien - Brasilien - Costa Rica - Dominikanische Republik - Ecuador | - El Salvador - Honduras - Kanada - Special Olympics Karibik - Kuba | - Mexiko - Panama - Peru - Vereinigte Staaten - Venezuela |
| Asien (23 Nationen) | | |
| - Armenien - Aserbaidschan - Georgien - Hongkong - Indien - Iran - Irak | - Japan - Jordanien - Katar - Kasachstan - Südkorea - Kuwait - Libanon - Macau                                                                                           | - Singapur - Syrien - Tadschikistan - Turkmenistan - Taiwan - Usbekistan - Vereinigte Arabische Emirate                                                            |
| Afrika (6 Nationen) | | |
| - Ägypten - Algerien | - Jemen - Südafrika | - Tunesien - Uganda |
| Ozeanien (1 Nation) | | |
| | - Neuseeland | |

Die Zahlen zur Größe der deutschen Delegation werden in den Quellen unterschiedlich angegeben: Die Zahl der Athleten lag danach zwischen 75 und über 100. In der Delegation waren außerdem 20 Trainer, 30 Betreuer und weiteren acht Begleiter.

## Programm

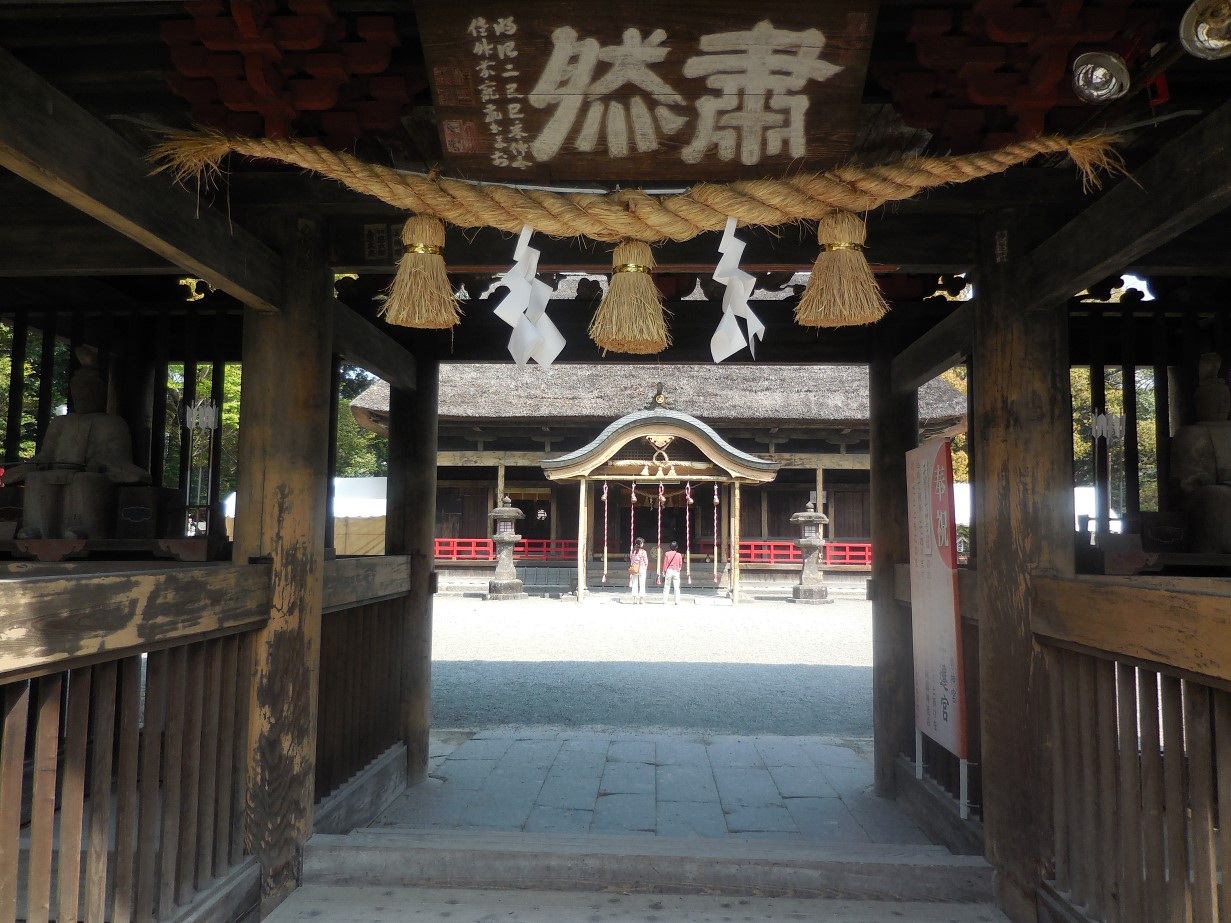
Blick durch das Tor des Aoi-Aso-Schreins, dem Ausgangspunkt des Fünf-Millionen-Menschen-Fackellaufs

Im Vorfeld der Spiele fanden zwei Fackelläufe statt. Sie trugen wesentlich dazu bei, die Spiele bei der japanischen Bevölkerung bekannt zu machen. Die Flammen wurden in der Eröffnungsfeier der Spiele zusammengeführt.
Fünf Monate vor den Spielen begann der Fünf-Millionen-Menschen-Fackellauf am Aso-Schrein in der Präfektur Kumamoto, dem Ursprung von Special Olympics Nippon. Der Schrein wurde 2008 zum Nationalschatz erhoben. Er ist damit das erste (und bisher einzige) Bauwerk der Präfektur, das dieses Prädikat erhielt. Dort wurde die Flamme der Freundschaft entzündet, geteilt und im ganzen Land bei vielen Veranstaltungen in den Mittelpunkt gestellt.
Für den Law Enforcement Torch Run wurde die Flamme der Hoffnung in Athen neun Tage vor Beginn der Spiele entzündet. Sie wurde dann von 101 Polizeibeamten, Feuerwehrleuten und Athleten aus verschiedenen Ländern auf ihrem Weg nach Nagano begleitet und durch Tokyo und zehn große Bereiche der Präfektur Nagano getragen. In der Arena, in der die Eröffnungsfeier stattfand, wurde die Flamme von sechs Global Messengers von Special Olympics und einem Athleten übernommen, die für die sieben Weltregionen standen. Hinzu kamen sieben Athleten, die als Dream Supporters (deutsch: Traumverstärker) für die Special-Olympics-Bewegung standen. Die beiden letzten Läufer  entzündeten im südlichen Bereich der Arena die Flamme der Hoffnung. Dies waren der Athlet Tatsuya Kanbara und die japanische Marathonläuferin und Dream Supporterin Yūko Arimori. 2008 wurde sie zur Vorsitzenden von Special Olympics Nippon gewählt.
Die Eröffnungsfeier und die Schlussfeier fanden in M-Wave (Nagano Olympic Memorial Arena) statt.
Beim Weltjugendgipfel / Global Youth Summit kommen Jugendliche mit und ohne Beeinträchtigung zu einem Gedankenaustausch zusammen. Am Global Youth Summit 2005 bei den Special Olympics World Winter Games in Nagano nahmen mehr als 300 japanische Jugendliche und Bill Clinton, der ehemalige Präsident der USA, teil. Dieses Treffen wurde im staatlichen japanischen Fernsehen ausgestrahlt.

## Medaillen
Es wurden 898 Gold-, 848 Silber- und 729 Bronzemedaillen vergeben.

## Motto und Logo
Das Motto lautete Let’s Celebrate Together!
Im Logo steht die rot-orange Farbe für Freude. Die weißen Elemente erinnern an Schnee, und beide Komponenten zeigen Gemeinsamkeiten mit der japanischen Flagge.

## Kosten
Die Kosten wurden auf 2,8 Milliarden Yen geschätzt.